# Trax
Trax — датский поп-дуэт, созданный в 1983 году. Участники конкурса Евровидение-1986.

## История
В состав дуэта вошли Джон Хаттинг (дат. John Hatting) и Лисе Ховик (дат. Lise Haavik).
Группа трижды участвовала на национальном отборе на Евровидение «Melodi Grand Prix» — в 1984, 1985 и 1986 годах; последняя попытка оказалась наиболее удачной, и ставшие победителями исполнители отправились представлять свою страну на конкурсе Евровидение 1986, который проходил в норвежском городе Берген. У Джона уже был опыт участия на конкурсе в 1982 году, в составе группы «Brixx». Конкурсная песня «Du er fuld af løgn» заняла шестое место с результатом 77 баллов.
Через некоторое время после проведения конкурса Джон и Лисе поженились. Хотя «Trax» прекратил своё существование после Евровидения, сейчас два бывших солиста успешно выступают сольно и имеют некоторую популярность у себя на родине.

## Дискография

### Синглы
- Vi hører sammen (1984)
- Ved du hva' du sku (1985)
- Du er fuld af løgn (1986)